# Baghlan
Baghlan (persiska) بغلان, Baġlān) är en stad i Afghanistan, och är administrativ huvudort för distriktet Baghlan-e-Jadeed i provinsen Baghlan. Folkmängden uppgår till cirka 70 000 invånare.

## Ekonomi
Baghlan ligger det ledande sockerbetsdistriktet i Afghanistan sockerbetsproduktionen i Afghanistan. Bomullsproduktion och bomullstillverkning är också viktiga näringar i området.

## Bombdådet 2007
6 november 2007 inträffade en självmordsbombning vid Baghlans sockerfabrik samtidigt som en delegation parlamentariker var på besök. Upp till 100 personer rapporterades döda, däribland sex lagstiftare.